# Annie Borckink
Anna Johanna Geertruida Maria Borckink, detta Annie (17 ottobre 1951), è un'ex pattinatrice di velocità su ghiaccio olandese.
Ha conquistato una medaglia in due partecipazioni ai giochi olimpici invernali (1976 e 1980).

## Palmarès
Olimpiadi
- 1 medaglia:
  - 1 oro (1500 m a Lake Placid 1980)